# Liste des édifices religieux de Quimper
Historiquement, l'importance du pouvoir épiscopal à Quimper fait que la géographie municipale se caractérise par le grand nombre de bâtiments construits ou occupés par l'Église catholique au fil des siècles. Mais depuis 1789 et la sécularisation des biens ecclésiastiques, plusieurs édifices ont été confisqués ou mis en vente. Ainsi, bien que christianisée au cours du Moyen Âge et siège d'un diocèse de Cornouaille sans concessions jusqu'au milieu du XXe siècle, la ville présente aujourd'hui une certaine diversité de lieux de culte. 
Cependant, même si des membres de la communauté juive y sont mentionnés, entre autres au XIIIe siècle, à la Révolution française, au XIXe siècle (la famille de Max Jacob) et lors de la Seconde Guerre mondiale, aucune synagogue n'y est connue. Par ailleurs, il y est parfois évoqué une activité néodruidique locale, depuis le XIXe siècle, mais sans lieux de culte précis.
D'autres communautés religieuses ou spirituelles, pouvant compter peu de membres ou être nouvelles, n'ont pas d'établissement consacré à leurs réunions et cultes, comme les Yazidis récemment installée dans la ville. Enfin, il est notable que la municipalité a plusieurs fois, dans les années 2010, refusé un permis de construire pour une nouvelle mosquée.

## Lieux de culte catholique

### Cathédrale et églises
- La cathédrale Saint-Corentin, place Saint-Corentin, est située dans le centre-ville de Quimper. Elle est de style gothique (XIIIe-XIXe). Incendiées en 1720, les deux flèches néo-gothiques ont été reconstruites en 1854 et s’élèvent à 77 m d’altitude.
- L’église du prieuré Notre-Dame de Locmaria (un temps monastère double puis des bénédictines de Notre-Dame du Calvaire avant sa fermeture), place Bérardier, date des XIe-XIIe. L'édifice roman a été remanié au XVe siècle.
- L’église de la Trinité, rue Missilien à Kerfeunteun, est de style gothique tardif. Elle date du XVIe.
- L’église Saint-Alor, à Ergué-Armel, rue Saint-Alor, est de style gothique tardif. Elle date du XVIe.
- L’église Saint-Mathieu, rue de Falkirk, reconstruite en 1898, est de style néogothique. Le culte y est professé par la Fraternité sacerdotale Saint-Pierre.
- L’église Sainte-Claire, rue Paul Borrossi à Penhars, est de style néogothique et date de la fin du XIXe.
- L'église Sainte-Thérèse-de-l’Enfant-Jésus ou ancienne chapelle de l'Institution Sainte-Thérèse, rue du Domaine Michel Le Nobletz. Première implantation de l'école Sainte-Thérèse (aujourd'hui collège, sur la colline de Kergoat-ar-Lez), elle est construite entre 1932 et 1934 par l'architecte Pierre Bion[8]. Elle n'est plus affectée au culte, mais reste connue pour son clocher qui, pour certains, évoque un minaret. Pour des raisons de topographie, de la configuration du terrain et des rues environnantes, l'église est occidentée (le chœur est tourné vers l’Occident), ce qui est exceptionnel.
- L'église Saint-Pierre et Saint-Paul, route de Guengat.
- L'église Sainte-Bernadette, allée Pierre de Coubertin.

### Chapelles
- La chapelle de Ti Mamm Doué, chemin de Try Mann Doué (Maison de la Mère de Dieu) située à Kerfeunteun
- L’ancienne chapelle du collège jésuite (XVIIIe), place Claude le Coz, actuel auditorium de la Tour d'Auvergne, géré par le Conservatoire de musiques et d'art dramatique de Quimper depuis 2017.
- La chapelle Saint-Marc, rue Saint-Marc, est de style néoclassique et date du XIXe siècle.
- La chapelle du Saint-Esprit, rue Étienne Gourmelen, est l'ancienne chapelle du premier grand séminaire de Quimper, puis de l'ancien hôpital Laennec jusqu'à son déménagement en 1981.
- La chapelle de le maison de retraite, rue Verdelet.
- La chapelle Notre-Dame de la Miséricorde, allée de Kernisy.
- La chapelle Notre-Dame-du-Mont-Carmel, route de Brieux.
- La chapelle Saint-Antoine, rue Brizeux.
- La chapelle Saint-Conogan, allée de la Chapelle Saint-Conogan.
- La chapelle Saint-Laurent, avenue Limerick.
- La chapelle Saint-Louis, cimetière Saint-Louis, place de la Tourbie.
- La chapelle Saint-Sébastien du lycée Brizeux, rue Bourg les Bourgs.
- La chapelle Neuve (derrière la cathédrale).
- La chapelle du lycée Chaptal, chemin des Justices (ancien séminaire).
- La chapelle Menfoues, allée de la Chapelle Neuve.
- La chapelle Saint-Athanase, rue Étienne Gourmelen.
- La chapelle, rue de Kerfeunteun.
- La chapelle du lycée, rue Olivier Perrin.
- La chapelle, Alez an Eostiged (ancien séminaire).
- La chapelle, rue Frout (derrière cathédrale).
- La chapelle du manoir des Indes, allée de Prad Ar C'Hras de Penhars.
- La chapelle de Toulgoat, chemin de Toulgoat.

### Bâtiments réaffectés ou détruits
- Ancien couvent des Ursulines, esplanade Julien Gracq - rue de Falkirk, du XVIIIe siècle. C'est l'actuelle médiathèque municipale Alain-Gérard.
- Ancienne chapelle Notre-Dame du Guéodet ou Notre-Dame de la Cité, à l'angle nord des rues des Boucheries et du Guéodet. Après un premier état de 1209, elle est reconstruite en 1371, puis restaurée au XVIe siècle[9]. C'est le lieu de délibération, d'assemblée, etc. de la municipalité jusqu'à la fin du XVIIIe siècle. Progressivement en ruines depuis 1805, les pierres restantes sont réutilisées en 1822. Une statue en bois polychrome[10] et la cloche de 1312[11] précédemment dans la chapelle se trouvent maintenant à la cathédrale Saint-Corentin.
- Ancienne chapelle Notre-Dame du Pénity (maison de pénitence ?), entre la place de la Résistance et la route de Locmaria, au pied du mont Frugy, aux environs du monument de la Libération, elle est fondée au début du XVIe siècle[12] et détruite entre 1791 et 1810.
- Couvent des Cordeliers ou de Saint-François (Franciscains), comprenant un monastère et une église du XIIIe siècle. L'ensemble, détruit en 1847, se trouvait à l'emplacement actuel des halles Saint-François.

## Lieux de culte protestant
- Le temple réformé, 8 rue de Kergariou, inauguré le 9 mai 1847 par le missionnaire calviniste gallois James Williams[13].
- L'église chrétienne évangélique (Assemblées de Dieu de France), 19 bis cité de la Ruche (bâtiment fermé).
- L'église évangélique des Tziganes, vie et lumières, 33 rue Max Jacob.
- Le centre évangélique (Communion des Églises de l’espace francophone), 10 rue Saint-Marc.
- L'église protestante évangélique de Quimper (Églises nouvelles frontières (en)), école Sainte-Thérèse 75 avenue de Kergoat ar Lez.

## Lieux de culte musulman
- La mosquée de Penhars dite "marocaine" ou "magrébine" (sunnite), de l'association culturelle et cultuelle des musulmans de Quimper, 55 rue Paul-Borossi, depuis 1979.
- La mosquée de Terre-Noire dite "turque" (sunnite), de l'association culturelle turque de Quimper, 205 route de Douarnenez[14], depuis le début des années 2000.
- Le centre culturel des Alévis (chiite), de l'association culturelle laïque des Turcs alévis de Quimper, 6 avenue des Girondins, depuis 2002.
- Entre 1940 et 1944, un bâtiment du camp de prisonniers de guerre de Lanniron, nommé Frontstalag 135, faisait office de mosquée des troupes coloniales françaises[15].

## Lieux de culte millénariste
- L'église de Jésus-Christ des saints des derniers jours, 50 rue du Président Sadate.
- La salle du royaume des Témoins de Jéhovah, 3 voie Romaine.
- L'église néo-apostolique, 104 avenue de la Libération.

## Lieux de culte orthodoxe
- La chapelle de Cuzon, rue de la Chapelle de Cuzon, est de style néogothique et a été construite en 1875 (d'après les plans du chanoine Abgrall[16]). Elle est prêtée au culte orthodoxe, à la paroisse de saint Jacques (Métropole orthodoxe grecque de France), depuis 2009[17]. Le pardon de saint Pierre, une cérémonie catholique, continu d'y être célébré le dernier dimanche de juin.

## Lieux de culte bouddhiste
- Le centre quimpérois du bouddhisme tibétain KTT (Karma-kagyu), de Dhagpo Quimper[18], 14 place de la Tourbie.
- Le dojo du groupe zen de Quimper (Association zen internationale et Association bouddhiste zen d’Europe), de l'association zen de Cornouaille, au collège La Sablière, 18 rue du Couëdic[19].